# Setaria bathiei
Setaria bathiei är en gräsart som beskrevs av Aimée Antoinette Camus. Setaria bathiei ingår i släktet kolvhirser, och familjen gräs. Inga underarter finns listade i Catalogue of Life.